# ارکستر سمفونیک تورنتو
ارکستر سمفونیک تورنتو (انگلیسی: Toronto Symphony Orchestra) نام ارکستر سمفونیک مستقر در تورنتو در کشور کانادا است. محل اکثر اجراهای این ارکستر سمفونیک که در سال ۱۹۲۲ بنا نهاده شده تا سال ۱۹۸۲ در سالن مسی بود و پس از آن اجراهایش به سالن روی تامسون منتقل شد.